# Joe Mantell
Joe Mantell (ur. 21 grudnia 1915 w Nowym Jorku, zm. 29 września 2010 w Los Angeles) – amerykański aktor filmowy i telewizyjny.

## Filmografia
seriale
- 1946: Lights Out
- 1948: Studio One jako Samuel Yarnell
- 1958: Poszukiwany: żywy lub martwy jako Orv Daniels
- 1975: Barney Miller jako Raymond Waymond
- 1979: Wszystko dla kariery jako Joey

film
- 1949: The Undercover Man jako gazeciarz
- 1955: Marty jako Angie
- 1963: Ptaki jako komiwojażer w restauracji
- 1970: Złoto dla zuchwałych jako adiutant generała
- 1990: Dwóch Jake’ów jako Lawrence Walsh

## Nagrody i nominacje
Za rolę Angiego w filmie Marty został nominowany do Oscara.